# Rozi Plain
Rosalind Leyden connue comme Rozi Plain, née en 1986 à Winchester, est une musicienne, compositrice et chanteuse britannique.

## Biographie
Native de Winchester, dans le sud de l'Angleterre, Rosalind Leyden s'intéresse à la musique depuis que son frère lui a appris quelques accords de guitare à l'âge de treize ans. Elle s'installe à Bristol en 2006 pour étudier l'art, où elle crée également le label collectif musical Cleaner Records.  
Rozi Plain commence à collaborer avec ses amis de longue date Kate Stables (This Is The Kit) et Rachael Dadd, parmi beaucoup d'autres, sur une scène locale alors dynamique. 
Elle enregistre deux premiers albums, Inside Over Here (2008) et Joined Sometimes Unjoined (2012), publiés par le label indépendant écossais Fence Records, fondé par le musicien King Creosote. En 2012, elle s'installe à Londres,.
En novembre 2012, elle se produit pour une session en direct dans l'émission de Lauren Laverne sur BBC Radio 6 Music.
En 2015, Rosi Plain sort un nouvel album Friend chez Lost Map Records, suivi en 2016 d'un album complémentaire de remixes, de titres inédits et de sessions radio, intitulé Friend Of A Friend.
En 2019, la musicienne publie l'album What a Boost sur le label Memphis Industries, puis le disque What a Remix en 2020.
Le vendredi 13 janvier 2023, Rozi Plain sort un cinquième album studio intitulé Prize. La compositrice et chanteuse s'intéresse aux émotions contrastés de l'époque contemporaine entre mélancolie et soif de vie. Elle s'inquiète à la fois de l'urgence climatique tout en célébrant la beauté du monde.

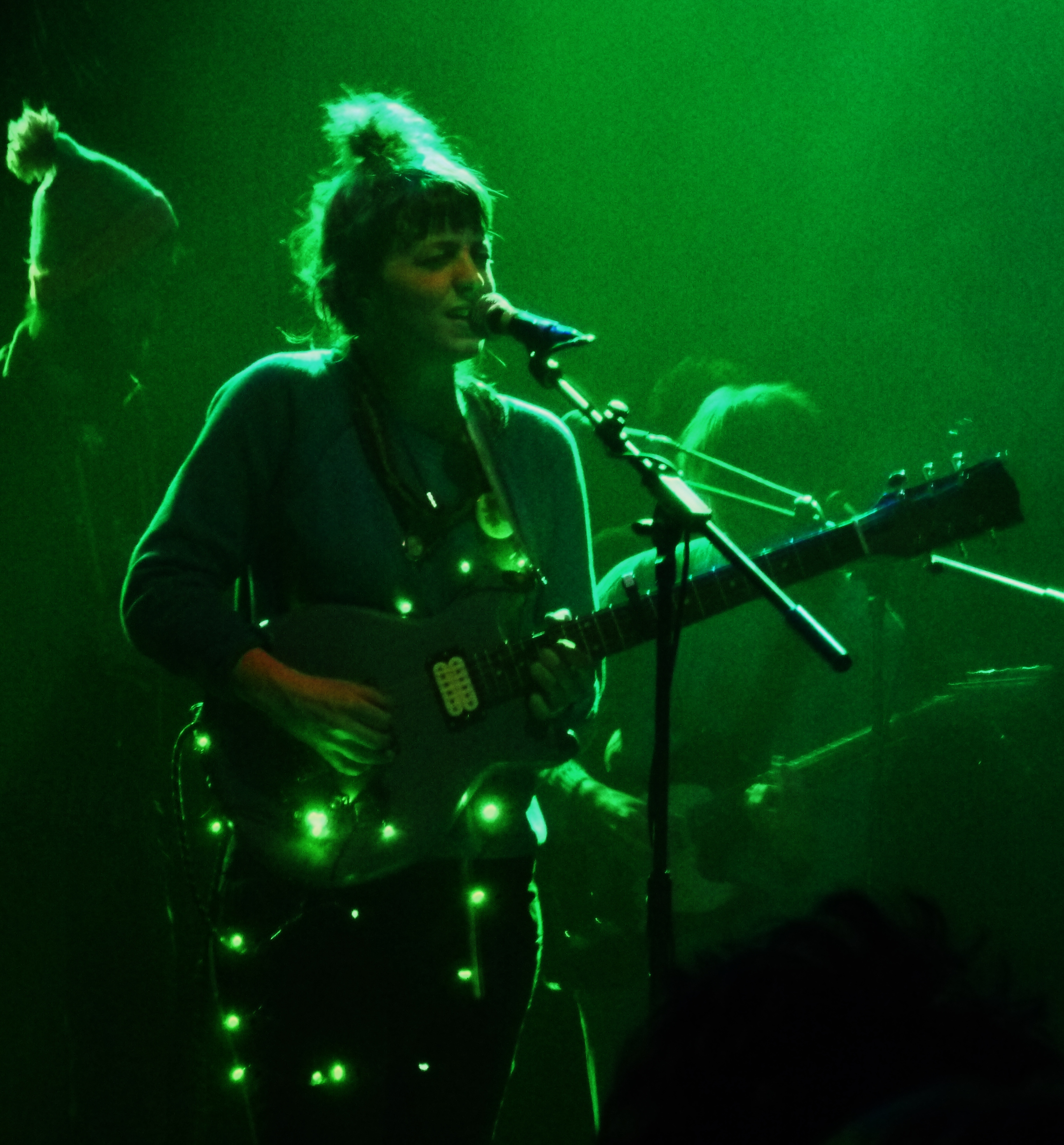
Rozi Plain, en première partie de Slow Club lors de leur concert de Noël au Koko, le 17 décembre 2012.

Rozi Plain a notamment collaboré avec This Is the Kit, Rachael Dadd, Frànçois And The Atlas Mountains ou encore Sleeping States, et accompagné sur scène et en tournée Devendra Banhart, This Is the Kit et KT Tunstall,.

## Discographie
- 2008 : Inside Over Here, Fence Records
- 2012 : Joined Sometimes Unjoined, Fence Records
- 2015 : Friend, Lost Map Records
- 2016 : Friend of a Friend, Lost Map Records
- 2019 : What a Boost, Memphis Industries
- 2020 : What a Remix, Memphis Industries
- 2023 : Prize, Memphis Industries